# SN 2007nm
SN 2007nm – supernowa typu Ic odkryta 8 października 2007 roku w galaktyce A224527+1039. W momencie odkrycia miała maksymalną jasność 19,60m.